# Phaos rufa
Phaos rufa är en fjärilsart som beskrevs av Rothschild 1914. Phaos rufa ingår i släktet Phaos och familjen björnspinnare. Inga underarter finns listade i Catalogue of Life.